# Santiso (Santiso)
Santiso (llamada oficialmente Santa María de Santiso) es una parroquia española del municipio de Santiso, en la provincia de La Coruña, Galicia.

## Entidades de población
Entidades de población que forman parte de la parroquia:
- Barral (O Barral)
- Eirexe
- Pedreira (A Pedreira)
- Penaposta
- Vilar (O Vilar)

## Despoblado
- A Pena

## Demografía
| Gráfica de evolución demográfica de Santiso entre 2000 y 2019 |
|                                                               |
| Datos según el nomenclátor publicado por el INE.              |